# 히어로즈 오브 마이트 앤 매직 V

히어로즈 오브 마이트 앤 매직 V(Heroes of Might and Magic V, HoMM5)는 히어로즈 오브 마이트 앤 매직 시리즈의 다섯 번째 작품이다. 3DO와 New World Computing의 도산으로 더 이상 나오지 않을 것 같았던 후속작이 세계적인 유통회사인 유비소프트가 판권을 사들여 나이발 인터렉티브와 손을 잡아 5번째 시리즈를 개발하였고, 개발사가 바뀌었음에도 불구하고 열렬한 호평을 얻고있다. 한국에서는 인트라팅스가 유통을 맡는다.
3D 그래픽의 턴방식 전략 시물레이션으로서 다양한 아이템과 영웅들이 등장한다.

## 확장팩
확장팩 운명의 망치와 동방의 부족이 있다.
운명의 망치에서는 드워프를 중심으로 이루어진 신종족 포트리스가 추가되었고, 동방의 부족에서는 오크를 중심으로 이루어진 신종족 스트롱홀드가 추가되어 총 8개의 종족이 되었다.
동방의 부족 확장팩 출시이후 크리처의 단계가 2단계에서 3단계로 상향 되어, 일반 유닛이 168개, 중립유닛이 9개로 총 유닛의 숫자는 177개가 된다.

## 종족
- 헤이븐 (Haven)
- 인페르노 (Inferno)
- 네크로폴리스 (Necropolis)
- 던전 (Dungeon)
- 실반 (Sylvan)
- 아카데미 (Academy)
- 포트리스 (Fortress) - 운명의 망치 추가 부족
- 스트롱홀드 (Stronghold) - 동방의 부족 추가 부족

### 헤이븐
헤이븐 (Haven)은 인간 중심의 사회를 형성하고 있다. 히어로즈 오브 마이트 앤 매직3와 제작사가 달라 전혀 다른 세계관을 하고 있다는 것으로 보아 국명은 미상이지만 그리핀 제국이라 불리고 있다. 동맹국은 마법사들의 도시 아카데미(Academy)와 엘프들의 도시 실반(Sylvan)이다. 인간 중심이라 그런지 유닛들이 인간친화적인 게 많이 나온다. 믿는 신은 아샤의 자녀 중 하나인 엘라스를 섬긴다. 일식전쟁에서 왕이 죽은 후 니콜라이가 왕위를 물려받지만 아그라엘에게 죽고 이사벨이 여왕으로 등극하나 동방의 부족 마지막 켐페인에서 프레이아가 던컨과 함께 물려받는다.

## 평가
| 평가                                          |        |
| --------------------------------------------- | ------ |
| 통합 점수 통합사 점수 메타크리틱 77/100 [ 1 ] |        |
| 통합 점수                                     |        |
| 통합사                                        | 점수   |
| 메타크리틱                                    | 77/100 |